# 蒲生站
蒲生站（日语：／ Gamō eki */?）位於日本埼玉縣越谷市蒲生壽町，是東武鐵道伊勢崎線（東武晴空塔線）的鐵路車站。車站編號是TS 19。

## 歷史
- 1889年12月20日：開業。
- 1908年（明治41年）12月25日：往南移動1.2公里（現址）
- 1993年（平成5年）10月8日：下行線高架化。
- 1994年（平成6年）11月12日：上行線高架化。
- 1995年（平成7年）12月28日： 電梯與電扶梯啟用。
- 1998年（平成10年）：新站房完工。
- 2008年（平成20年）3月25日：連結東京都道·埼玉縣道49號足立越谷線（日语：東京都道・埼玉県道49号足立越谷線）與蒲生站東口的都市計畫道路蒲生站東口線開通。
- 2012年（平成24年）
  - 3月15日：導入發車音樂。
  - 3月17日：導入車站編號「TS 19」[2]。

## 車站結構
本站為島式月台1面2線高架車站。僅緩行線設有月台。地面車站時代，本站上行線是側式、下行線是島式月台，為2面3線構造。中線為上下共用。。

### 月台配置
| 月台 | 路線         | 方向 | 目的地                                                     |
| ---- | ------------ | ---- | ---------------------------------------------------------- |
| 1    | 東武晴空塔線 | 上行 | 草加、北千住、東京晴空塔、淺草、 日比谷線 中目黑方向       |
| 2    | 東武晴空塔線 | 下行 | 新越谷、北越谷、北春日部、東武動物公園、 日光線 南栗橋方向 |

## 使用情況
2017年度1日平均上下車人次為17,571人。
近年1日平均上下車人次的推移如下表｡
| 年度               | 1日平均 上下車人次 |  |
| ------------------ | ------------------ |  |
| 1960年（昭和35年） | 2,802              |  |
| 1965年（昭和40年） | 12,813             |  |
| 1970年（昭和45年） | 23,119             |  |
| 1975年（昭和50年） | 23,832             |  |
| 1980年（昭和55年） | 21,875             |  |
| 1985年（昭和60年） | 22,493             |  |
| 1990年（平成02年） | 25,296             |  |
| 1993年（平成05年） | 25,238             |  |
| 1998年（平成10年） | 19,276             |  |
| 1999年（平成11年） | 18,786             |  |
| 2000年（平成12年） | 18,318             |  |
| 2001年（平成13年） | 17,630             |  |
| 2002年（平成14年） | 17,302             |  |
| 2003年（平成15年） | 16,957             |  |
| 2004年（平成16年） | 16,820             |  |
| 2005年（平成17年） | 16,641             |  |
| 2006年（平成18年） | 16,688             |  |
| 2007年（平成19年） | 16,942             |  |
| 2008年（平成20年） | 17,067             |  |
| 2009年（平成21年） | 16,883             |  |
| 2010年（平成22年） | 16,867             |  |
| 2011年（平成23年） | 16,688             |  |
| 2012年（平成24年） | 17,031             |  |
| 2013年（平成25年） | 17,143             |  |
| 2014年（平成26年） | 17,027             |  |
| 2015年（平成27年） | 17,372             |  |
| 2016年（平成28年） | 17,422             |  |
| 2017年（平成29年） | 17,571             |  |

## 車站周邊
- 東武store（日语：東武ストア）蒲生店
- 蒲生商店街
- 埼玉縣道324號蒲生岩槻線（日语：埼玉県道324号蒲生岩槻線）
- 越谷市消防署蒲生分署（日语：越谷市消防本部）
- 越谷登戶郵便局
- 越谷大間野郵便局
- 越谷蒲生三郵便局
- 東武越谷自動車教習所（日语：自動車教習所）
- 日本電梯製造（日语：日本エレベーター製造）埼玉工場
- 越谷天然溫泉美人之湯
- 栃木銀行（日语：栃木銀行）蒲生支店

### 巴士
最近的巴士站是蒲生站西口。以下路線由Global交通運行。
- [蒲生站-新越谷站線]:新越谷站西口

東口有兩處停車空間，是深夜急行巴士「Midnight Arrow春日部」「Midnight Arrow久喜·東鷲宮」的下車處。

## 相鄰車站
東武鐵道
 東武晴空塔線
■急行、■區間急行、■準急、■區間準急
通過
■普通
新田（TS 18）－蒲生（TS 19）－新越谷（TS 20）

## 外部連結
- 蒲生（車站資訊） - 東武鐵道